# Ford Mondeo

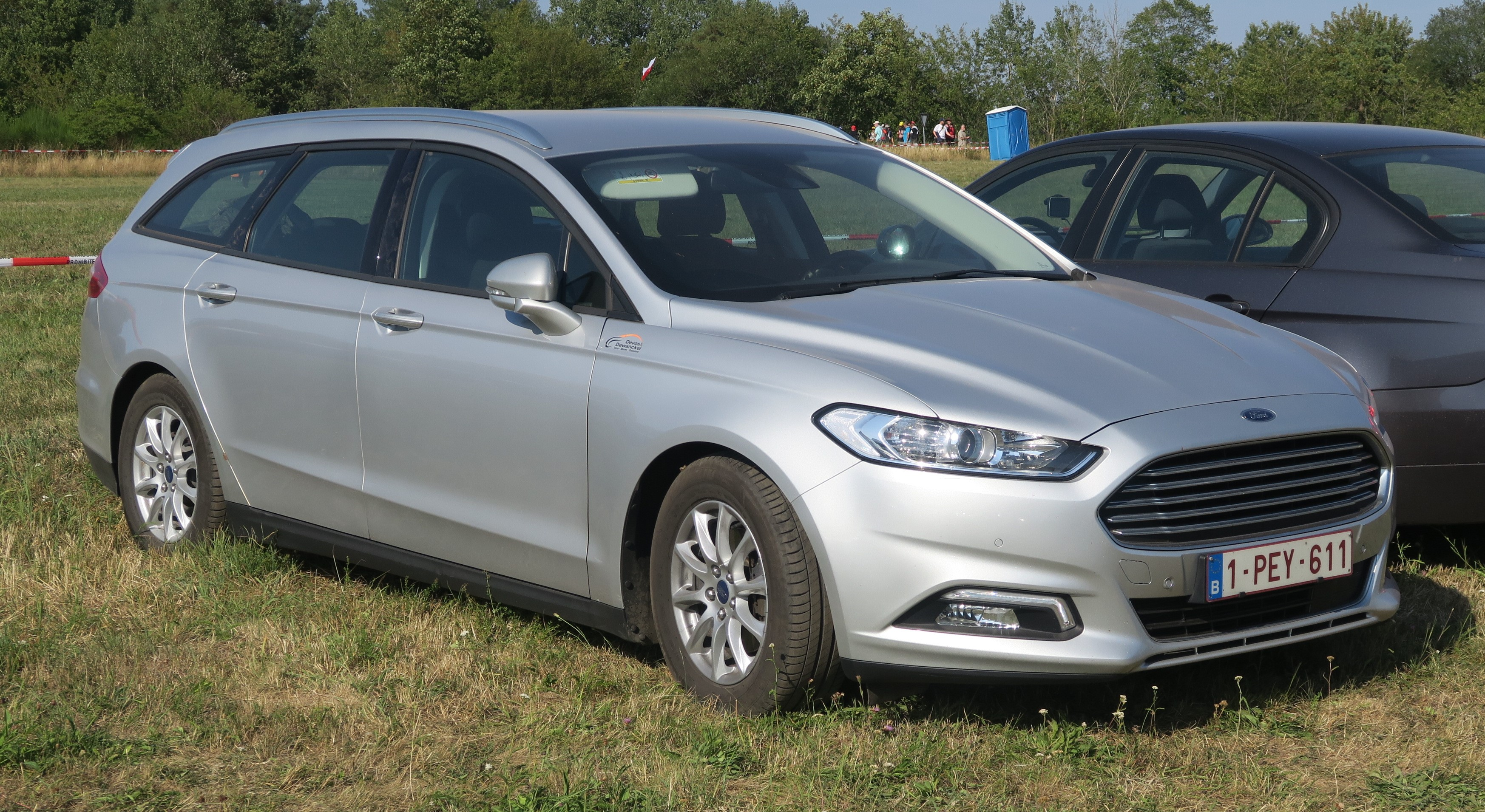
Ford Mondeo.

El Ford Mondeo és un automòbil de turisme del segment D produït pel fabricant estatunidenc Ford des de l'any 1993. El Mondeo reemplaça al Ford Sierra en el mercat europeu, i existeixen quatre generacions, posades a la venda en els anys 1993, 1996, 2000 i 2008 respectivament.
És un cinc places amb motor davanter transversal, disponible amb carrosseries sedan de quatre portes, liftback de cinc portes i familiar de cinc portes. Els rivals del Mondeo són els Honda Accord, Mazda 6, Opel Insignia, Renault Laguna, Seat Toledo i Volkswagen Passat.
El nom prové de llatí mundus, que significa "món". El Mondeo va ser dissenyat per ser un "automòbil mundial"; els models nord-americans es van comercialitzar com Ford Contour i Mercury Mystique fins a l'any 2000, i com Ford Fusion a partir del 2013 en endavant.

## Història

### Primera generació (1993-2000)
La primera generació del Mondeo I va ser posada a la venda al març de 1993; va rebre el guardó Cotxe de l'Any a Europa de 1994. A diferència del Serra, molt poques versions tenien tracció a les quatre rodes, i cap tracció al darrere. Va ser un dels primers models de la seva categoria a incorporar coixí de seguretats frontals, antibloqueig de frens i control de tracció. La reestilització de 1997 va incloure entre altres canvis un frontal totalment distint.
Els motors gasolina de quatre cilindres de la família Zetec eren un 1.6 litres de 90, un 1.8 litres de 115, i un 2.0 litres de 130 o 136 CV, tots ells de quatre vàlvules per cilindre. El gasolina topall de gamma era un Duratec de sis cilindres en V, 2.5 litres de cilindrada, quatre vàlvules per cilindre i 170 o 205 CV de potència màxima. L'únic Dièsel era un Endura-I de quatre cilindres en línia, 1.8 litres de 90 CV, amb turbocompressor, intercooler i injecció indirecta.

### Reestilització (1996-2000)
La primera generació patí una forta re-estilització, que va ser la carta de presentació de l'estil de disseny "New Edge", que més tard va ser aplicat en la presentació del Ford Ka i del Ford Focus. El nou Mondeo presentava un estil de disseny més agressiu en les seves òptiques davanteres, donant-li al davant del cotxe un aspecte més desafiador. La seva graella va ser reformada, adoptant un disseny oval amb la destacada insígnia de Ford en el centre. En la seva part del darrere, també va rebre modificacions, passant a dur noves òptiques del darrere amb un tall diagonal en els seus laterals interns.
Pel que es refereix a la seva mecànica continuava sent la mateixa, comptant amb els motors de quatre cilindres de 1.8 litres de 115 CV i 2.0 litres de 130 o 136 CV, a més del 6 cilindres en V de 2,5 litres i 170 o 205 CV i del Dièsel de quatre cilindres en línia, 1.8 litres de 90 CV, amb turbocompressor, intercooler i injecció indirecta, tots ells acoblats a una caixa de velocitats de 5 marxes i el 6 cilindres tenia opció de caixa automàtica.
Mondeo MKIII (2000-2007)
La tercera generació del Ford Mondeo
període 2000-2007 considerat com la segona generació d'aquest model (encara que denominat oficialment com MK3), aquest Mondeo era considerablement més gran que el seu predecessor. Encara que Ford va abandonar l'estil de disseny New Edge per a aquest Mondeo MK3, va utilitzar alguns elements de disseny que s'havien implementat en el model Ford Focus I, donant-li un efecte total que molts crítics van qualificar com de major maduresa i contenció respecte al Focus.
Mondeo MK IV (2007-2013)

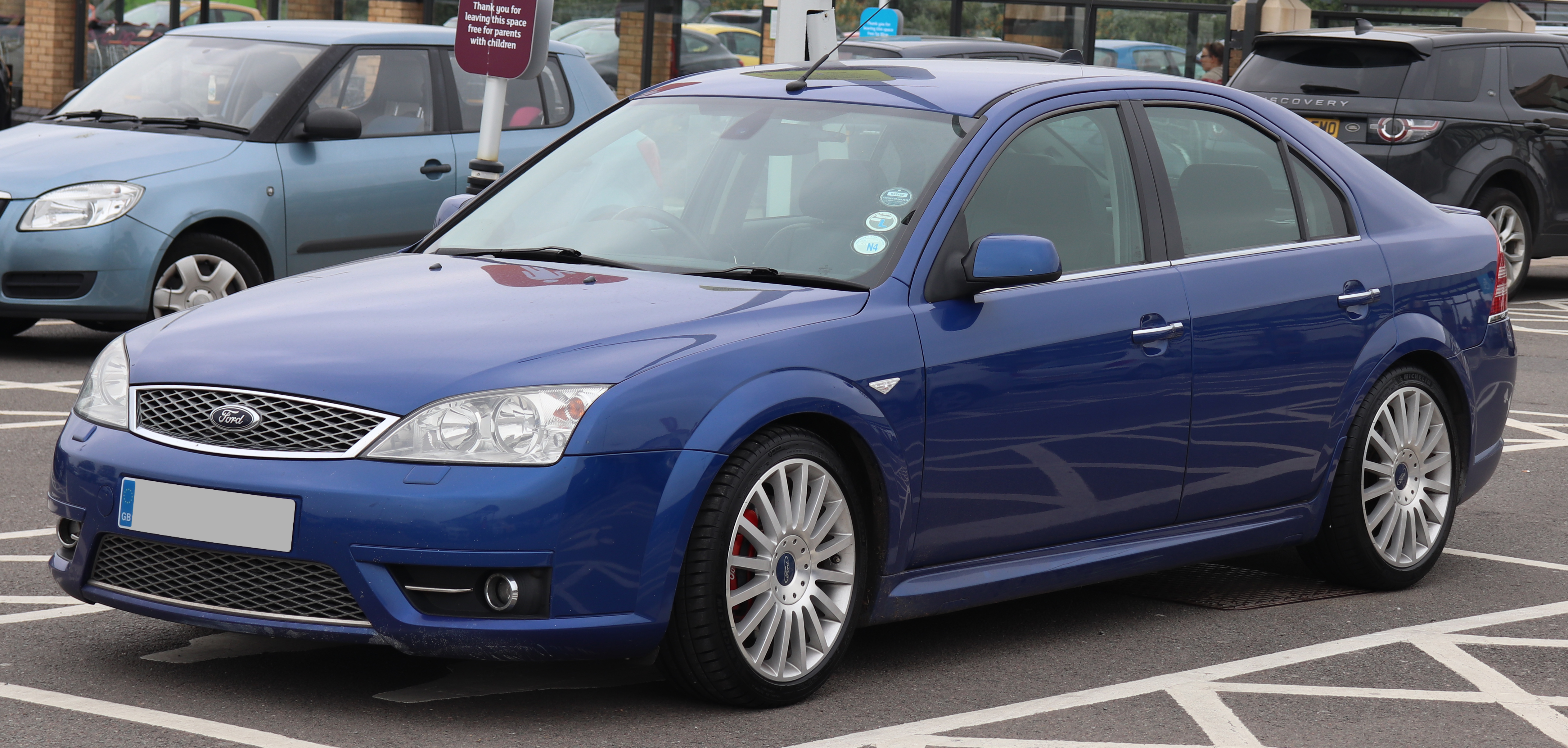
Ford Mondeo ST220

Va ser quarta generació del Ford Mondeo amb carrosseria sedán període 2007-2014. El Mondeo MK IV va ser presentat com a prototip al Saló de l'Automòbil de París de 2006 i posat a la venda l'any següent. Comparteix els seus components amb els Ford Galaxy II i Ford S-Max. Els motors gasolina són un 1,6 litres de 125 CV, un 2 litres de 145 CV, i un 2.5 litres de 220 CV. Els dièsel són un 1,8 litres de 125 CV, un 2 litres de 130 o 140 o 163 CV, i un 2,2 litres de 175 o 200 CV, tots ells amb injecció directa common-rail, turbocompressor de geometria variable i intercooler .
Ford mondeo (2014-2017)
Des de finals de 2014 Ford ha iniciat la comercialització del nou Ford Mondeo 2015. Es tracta del nou Mondeo 4, la quarta generació d'aquest model que s'emmarca dins el segment de les berlines mitjanes. La plataforma del Mondeo 4 és completament nova. Encara que manté la batalla amb el Mondeo 3, aquest nou Ford estrena una nova estructura.
El sistema Ford Intelligent All-Wheel Drive també estarà disponible al Mondeo per primera vegada en aquest model.
El Ford Mondeo de sisena generació està desenvolupat sobre la nova plataforma global per a models grans de Ford. Exteriorment mesura 4,87 metres de llarg, 1,85 metres d'ample per 1,48 metres d'alt, pel que és un dels models més grans del segment (només per darrere del nou Opel Insígnia Grand Sport). La suspensió del darrere autoajustable, disponible a la versió wagon, manté una alçada de conducció òptima sense importar la càrrega.